# Paraprisopus spicatus
Paraprisopus spicatus är en insektsart som beskrevs av Morgan Hebard 1924. Paraprisopus spicatus ingår i släktet Paraprisopus och familjen Prisopodidae. Inga underarter finns listade i Catalogue of Life.